# Lepechinia schiedeana
Lepechinia schiedeana là một loài thực vật có hoa trong họ Hoa môi. Loài này được (Schltdl.) Vatke mô tả khoa học đầu tiên năm 1875.